# Psychotria vescula
Psychotria vescula är en måreväxtart som beskrevs av Albert Charles Smith. Psychotria vescula ingår i släktet Psychotria och familjen måreväxter. Inga underarter finns listade i Catalogue of Life.